# City Tower Nishi-Umeda
City Tower Nishi-Umeda (яп. シティタワー西梅田) — высотное жилое здание, расположенное по адресу 7-20 Фукусима, район Фукусима-ку, город Осака, Япония. 

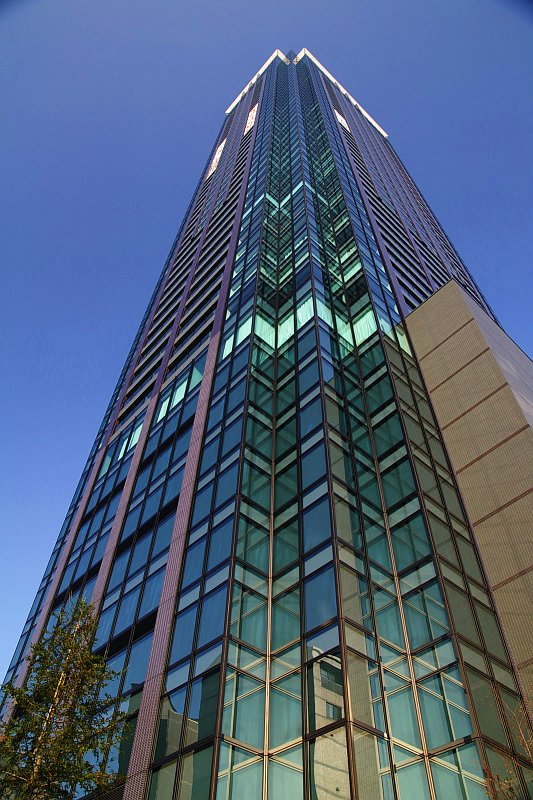
City Tower Nishi-Umeda

Это здание является самым высоким в районе Фукусима и самым высоким жилым зданием в квартеле Умеда. Небоскрёб строился с 2004 года по январь 2007 года. Высота составляет 177.4 метра, количество этажей 50 (1 этаж по землей). Общая площадь составляет 52,771 м². Стеклянный фасад здания, является примечательной чертой этого здания. 

## Транспорт
Ближайшая железнодорожная станция - станция Фукусима линии JR Osaka Loop Line и главной линии Ханшина .